# Trachylepis mekuana
Trachylepis mekuana är en ödleart som beskrevs av  Laurent Chirio och INEICH 2000. Trachylepis mekuana ingår i släktet Trachylepis och familjen skinkar.
Artens utbredningsområde är Kamerun. Inga underarter finns listade i Catalogue of Life.